# Коростишівська сотня
Корости́шівська сотня — військово-адміністративна одиниця Білоцерківського полку Хмельниччини.

## Відомості
| Назва сотні          | Кількість козаків | Кількість шляхтичів | Частка шляхтичів |
| -------------------- | ----------------- | ------------------- | ---------------- |
| Коростишівська сотня | 90                | 10                  | 11.1%            |

Покозачені шляхтичі: Бедрицький Іван, Возовський Михайло, Дурецький Федір, Жила Данило, Курицький Мисько, Палчинський Кузьма, Пашковський Павло, Прокіп, Чеховський Андрій, Шингерієнко Данило.
Серед відомих сотників є Іван Богатиренко, котрий був прибічником Гетьмана Івана Виговського.